# سووبودا
 اتحادیهٔ تمام اوکراینی یا سووبودا (اوکراینی: Всеукраїнське об’єднання «Свобода») به معنای آزادی، یک حزب سیاسی ملی‌گرای اوکراینی است. این حزب دارای ۶ کرسی در مجلس اوکراین است و فوریه تا نوامبر ۲۰۱۴ از اعضای دولت ائتلافی اوکراین بود.

## نگارخانه

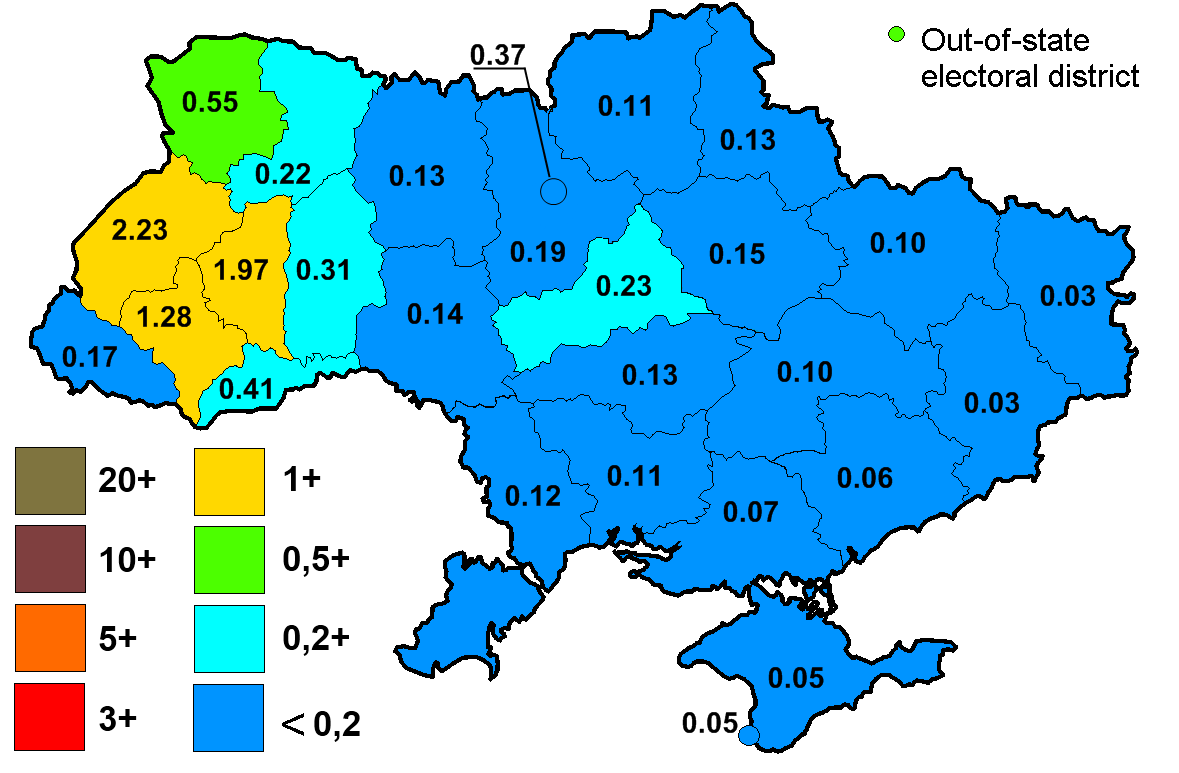
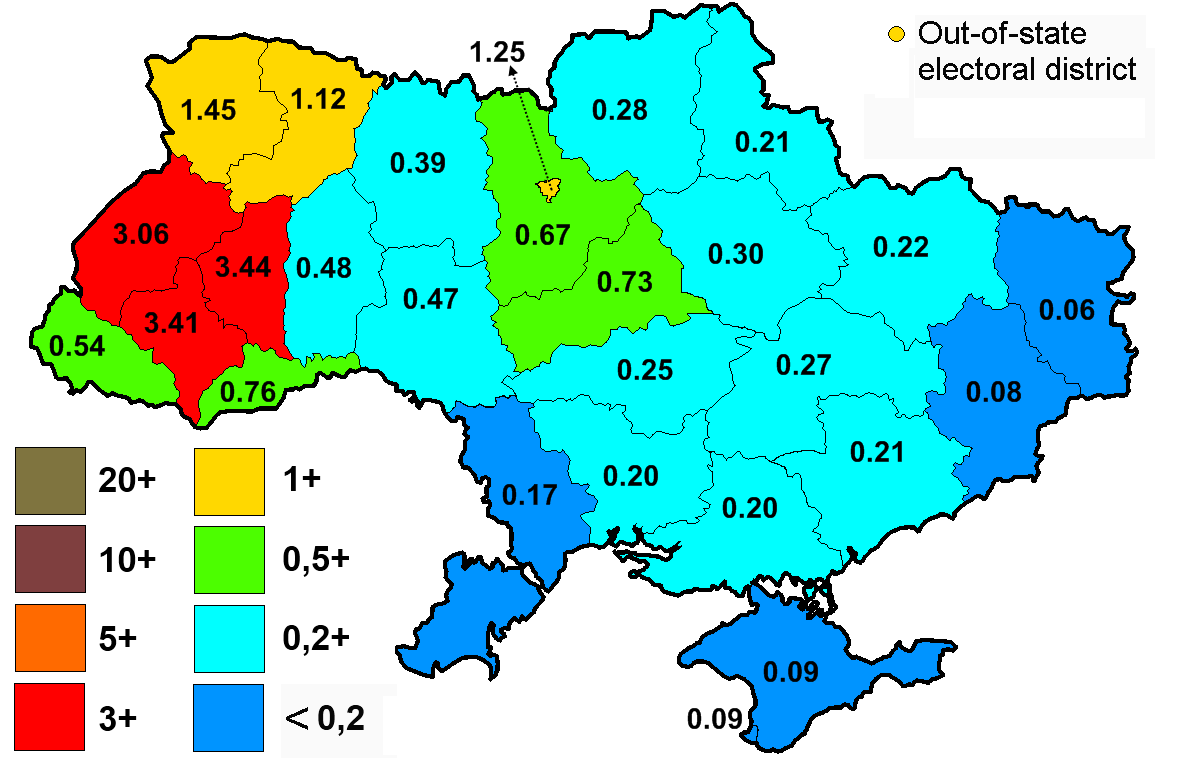
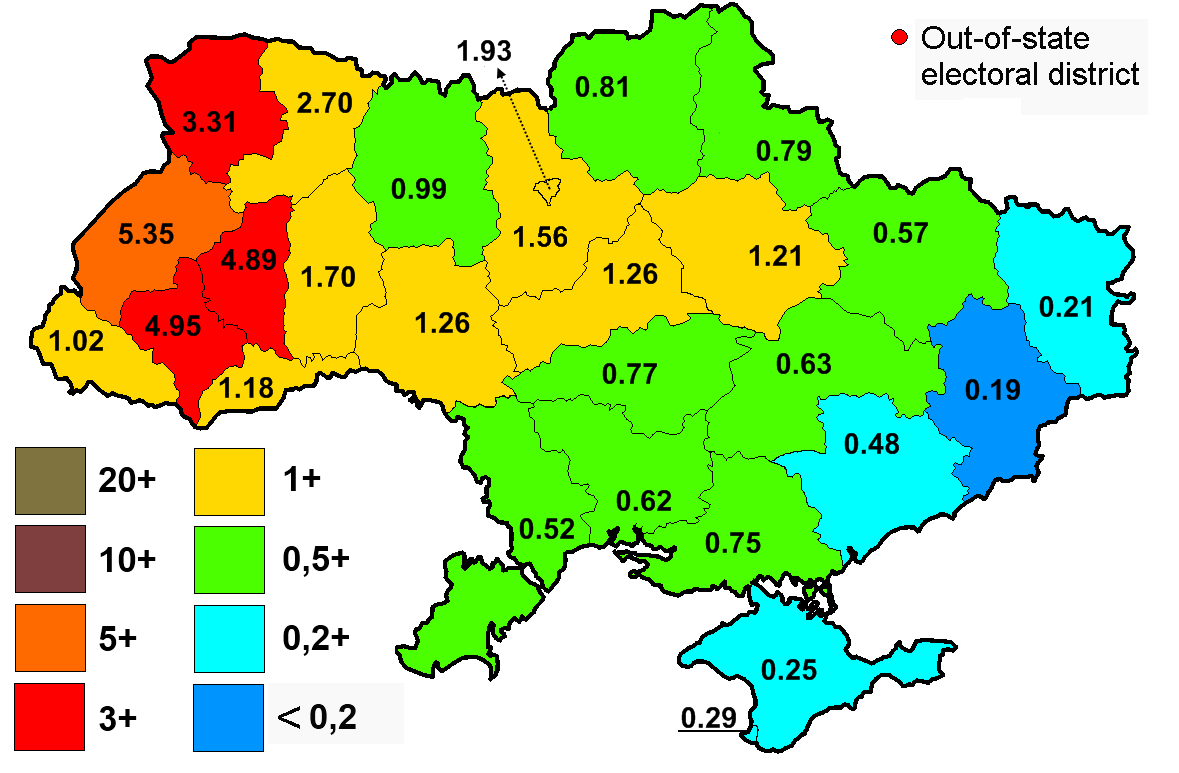
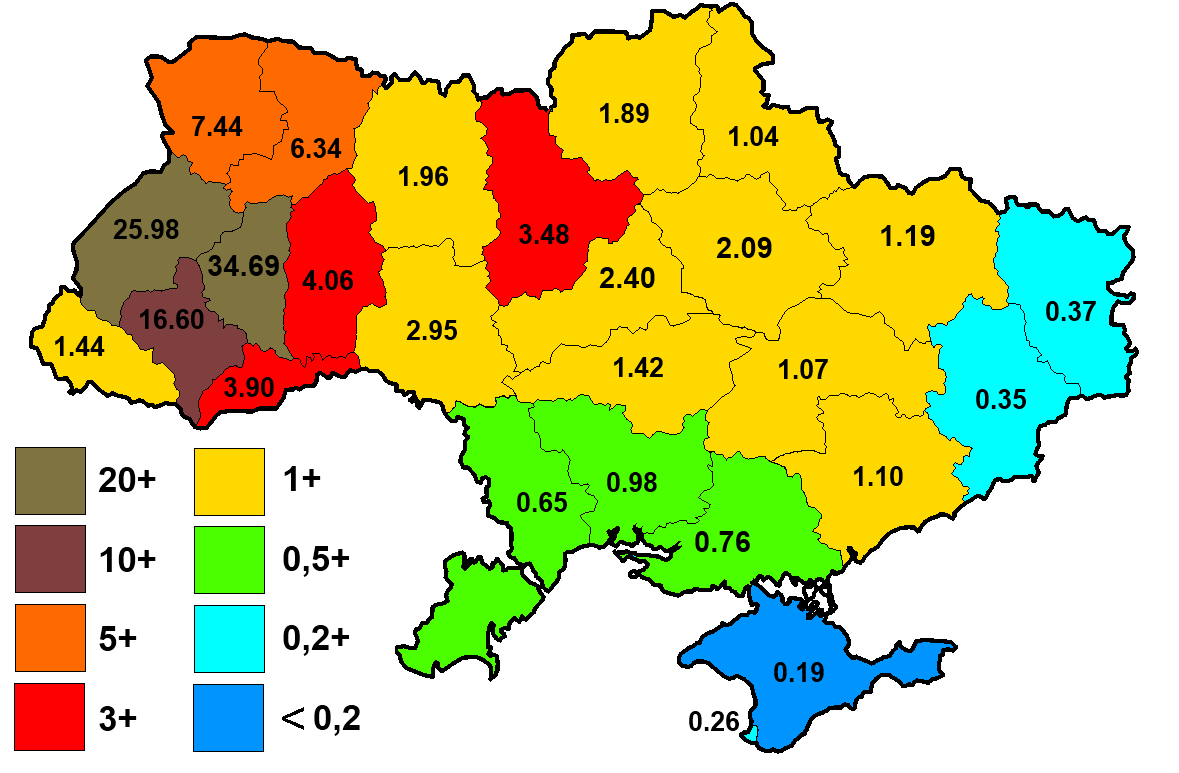
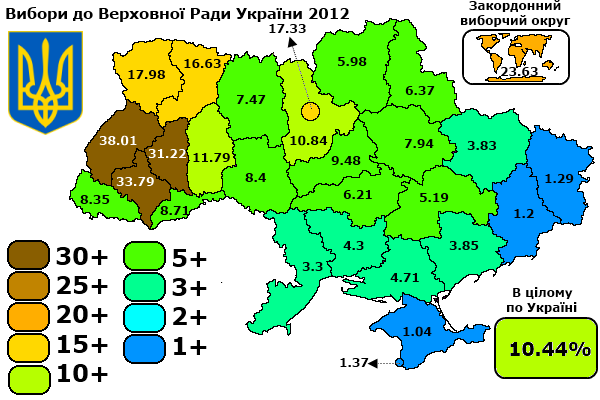